# Hamersville

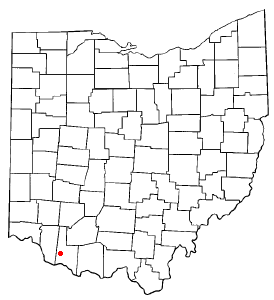
Hamersville na planie stanu Ohio

Hamersville – wieś w USA, w stanie Ohio, w hrabstwie Brown.
Liczba mieszkańców w 2010 roku wynosiła 546, a w roku 2012 wynosiła 537.